# Curtis M. Williams
Curtis Maugham Williams (* 10. Oktober 1896 in Hatchechubbee, Alabama; † 8. Juni 1969 in Phoenix, Arizona) war ein US-amerikanischer Politiker (Demokratische Partei).

## Werdegang
Curtis Maugham Williams wurde 1896 im Russell County geboren. Über seine Jugendjahre ist nichts bekannt. Während des Ersten Weltkrieges diente er in der US-Navy. Williams lebte in dann Casa Grande (Pinal County). In der Folgezeit war er als Hotelmanager, als Clerk für ein Stadtwerk, als Veterans Service Officer und als Drivers License Bureau Chief im Arizona State Highway Department tätig.
Williams verfolgte auch eine politische Laufbahn. In den 1940er Jahren war er stellvertretender Secretary of State von Arizona. Als der Gouverneur von Arizona Sidney P. Osborn am 25. Mai 1948 verstarb, ließ die Staatsverfassung von Arizona offen, ob der Secretary of State Daniel E. Garvey neuer Gouverneur oder kommissarischer Gouverneur war. Die Unklarheit betraf auch die Vakanz des Postens des Secretary of State, wie diese zu füllen sei. Die 18. Arizona State Legislature, 7. Special Session (13. September 1948 bis 14. Oktober 1948), verabschiedete daher die House Concurrent Resolution Nr. 1 „A Concurrent Resolution Proposing an Amendment to the Constitution of Arizona Relating to Gubernatorial Succession,“ welche am 2. November 1948 zu Abstimmung auf dem Stimmzettel kam. Der Zusatzartikel zu der Staatsverfassung von Arizona wurde verabschiedet. Die erste offizielle Handlung von Gouverneur Garvey war es am 22. November 1948 seinen früheren Stellvertreter Curtis M. Williams zum neuen Secretary of State zu ernennen. Davor diente Williams als kommissarischer Secretary of State. Seine Nachfolge trat am 3. Januar 1949 der Friedensrichter Wesley Bolin aus West-Phoenix an, welcher die Wahl zum Secretary of State von Arizona bei den Wahlen im November 1948 gewann.
Williams war Past Commander von Luke Greenway Post Nr. 1 der Amerikanischen Legion und Mitglied des Phoenix Art Museums.
Sein Leichnam wurde nach seinem Tod am 11. Juni 1969 auf Greenwood Memorial Gardens in Phoenix beigesetzt.